# Erweiterte Intelligenz
Erweiterte Intelligenz (englisch Augmented Intelligence; [ɔːɡˈmɛntɪd ˌɪnˈtɛlɪdʒəns]) bezeichnet die Zusammenarbeit von künstlicher Intelligenz und menschlichem Urteilsvermögen zur Bewältigung von Entscheidungsproblemen. Die maschinelle Intelligenz trifft keine eigenen Entscheidungen, sondern agiert unterstützend, indem sie für den menschlichen Anwender, mithilfe von Machine-Learning-Algorithmen, Datensätze analysiert und somit eine datengetriebene Entscheidungsgrundlage liefert. Mit jener ist es dem Menschen möglich, bessere und beschleunigte Entscheidungen zu treffen.
Anwendung findet dieses Konzept heute schon in der Geschäftsanalytik (Business Intelligence), dem Versicherungssektor und anderen Dienstleistungssektoren.
Eine weniger verbreitete Interpretation von Erweiterter Intelligenz ist die Erhöhung der Intelligenz durch technische Hilfsmittel. Geräte sollen über eine Gehirn-Computer-Schnittstelle direkt mit dem Gehirn verbunden werden und dadurch dessen Leistungsfähigkeit erhöhen. Dieser Ansatz stammt aus der, im Jahr 1960 veröffentlichten, Publikation „Man-Computer Symbiosis“ des Psychologen und Informatikers J. C. R. Licklider. Derzeit ist diese Interpretation technisch nur in Ansätzen denkbar (Neuralink), wird aber in der Zukunftsforschung als mögliche zukünftige Technologie zur Herbeiführung der Superintelligenz und der Technologischen Singularität gehandelt.

## Wie findet Erweiterte Intelligenz Anwendung?
Es gibt unterschiedliche Ansätze, mit Machine-Learning-Algorithmen analytisch zu arbeiten. Es wird zwischen Descriptive-Analytics-, Predictive-Analytics- und Prescriptive-Analytics-Ansätzen unterschieden. Grundsätzlich werden die Algorithmen genutzt, um große Datenmengen zu analysieren und Entscheidungsgrundlagen zu generieren.

### In Descriptive Analytics
Descriptive Analytics versucht, retrospektiv Antworten auf die Frage „Was ist passiert?“ zu liefern.
Im Kontext der Erweiterten Intelligenz beschreibt es die Segmentierung (engl. Clustering) und Analyse von „historischen Daten“ (Daten aus der Vergangenheit) durch intransparente (Blackbox-)Algorithmen, mit anschließender Darstellung in Dashboards. Die verwendeten Daten können sowohl aus strukturierten als auch aus unstrukturierten Datenquellen stammen. Diese Art der Verarbeitung wird auch unüberwachtes Lernen genannt, da die Algorithmen selbstständig Zusammenhänge in den Datensätzen erkennen und darstellen. Einige Technologieunternehmen bieten diesen Dienst bereits heute unter ihrem Datenanalyse-Portfolio (Business Intelligence) an, so zum Beispiel Microsoft mit „Power BI“ oder QlikTech mit „Qlik View“. Deren Kunden können somit große Datenmengen aus ihren Cloud-Speicherdiensten sinnvoll aufbereitet darstellen lassen.

### In Predictive Analytics
Predictive Analytics versucht, mit Hilfe von Vorhersagen Antworten auf die Frage „Was wird passieren?“ zu liefern.
Angewendet im Kontext der Erweiterten Intelligenz, trainieren Datenwissenschaftler intransparente (Blackbox-)Algorithmen mit historischen Daten, um zukünftige Ereignisse vorherzusagen. Man spricht hierbei von überwachtem Lernen. Das Training von solchen Algorithmen benötigt meist große Datenmengen (Big Data), um aussagekräftige und korrekte Vorhersagen zu generieren, die anschließend vom menschlichen Anwender benutzt werden können. Für Entscheidungen mit besonders großer Tragweite stehen diese Algorithmen in der Kritik, nicht ausreichend erklär- und interpretierbar zu sein (XAI) und somit potenziell falsche Entscheidungsgrundlagen zu liefern.
Der Predictive-Analytics-Ansatz findet in einigen datenreichen Wirtschaftssektoren Anwendung, so auch im Versicherungssektor. Die US-amerikanische Firma TIBCO veröffentlichte im Jahr 2019 eine Fallstudie, in der sie für den Versicherungsdienstleister AA Ireland ein Machine-Learning unterstütztes dynamisches Preismanagementsystem implementierte, um optimale Bepreisungen für deren Versicherungsprodukte vorherzusagen.

### In Prescriptive Analytics
Prescriptive Analytics versucht grundsätzlich, Antworten auf die Fragen „Was wird passieren, warum wird es passieren und was sind die Implikationen bei Eintritt der Vorhersage?“ zu liefern.
Im Kontext der Erweiterten Intelligenz überschneiden sich Prescriptive und Predictive Analytics. Unter Prescriptive Analytics wird jedoch die Vorhersage des Machine-Learning-Algorithmus um eine Handlungsempfehlung ergänzt, die das gewünschte Ergebnis begünstigt oder ermöglicht. Wenn ein Unternehmen beispielsweise versucht, seine Kundenbindung zu verbessern, muss es Entscheidungen fällen, die dafür sorgen, dass seine Kunden zufriedener mit dem Produkt und dem Unternehmen sind. Hierbei soll der Algorithmus die Daten dahingehend analysieren, dass eine passende Handlungsempfehlung erzeugt wird, die das gewünschte Ergebnis begünstigt.
Dieser Ansatz ist derzeit noch Teil der Entscheidungsforschung.